# Quepem
Quepem is een nagar panchayat (plaats) in het district Zuid-Goa van de Indiase staat Goa. 

## Demografie
Volgens de Indiase volkstelling van 2001 wonen er 12.484 mensen in Quepem, waarvan 50% mannelijk en 50% vrouwelijk is. De plaats heeft een alfabetiseringsgraad van 71%. 

## Geboren
- Peter Carvalho (1980), profvoetballer